# Мэрбэри против Мэдисона
Мэрбэри против Мэдисона (англ. Marbury v. Madison) — судебный прецедент, распространивший компетенцию Верховного суда США на судебный надзор (англ. judicial review) решений других ветвей власти. В решении по данному делу суд впервые в истории США признал парламентский закон не соответствующим Конституции, создав таким образом прецедент для будущих подобных решений. Следствием этого решения явилась реализация на практике принципа сдержек и противовесов между тремя ветвями власти, в рамках которого Верховный Суд мог рассматривать законодательные акты Конгресса на предмет соответствия Конституции и даже аннулировать эти законы, если они противоречили основному закону. С данного решения началось становление судебного контроля в США.

## Обстоятельства
Дело началось с обращения Уильяма Мэрбэри, назначенного президентом Джоном Адамсом на должность мирового судьи округа Колумбия, в Верховный суд с просьбой обязать государственного секретаря Джеймса Мэдисона выпустить соответствующий патент (документ, подтверждающий назначение судьи на должность). Согласно заявлению Мэрбэри, власти штата задержали выпуск патента, что помешало осуществлению им полномочий. Суд под председательством Джона Маршалла отказал Мэрбэри в просьбе, сославшись на то, что положение «Закона о судоустройстве 1789 года» (англ. Judiciary Act of 1789), который служил обоснованием его заявления, противоречило Конституции, и, таким образом, Верховный Суд не уполномочен рассматривать это дело.

## Исторические предпосылки
Данное дело носило явный политический характер, так как осенью 1800 года состоялись выборы Президента, на которых победил республиканец-демократ Томас Джефферсон, а предыдущий президент Джон Адамс относился к его противникам — федералистам, и не передавал полномочия до инаугурации Джефферсона в марте 1801 года. Этот период времени и был им использован для укрепления влияния федералистов в судебной власти благодаря принятию Закона о судоустройстве 1801 года, в соответствии с которым у Верховного суда США исключили полномочия окружного суда округа Колумбия, образовав новые судебные округа, а Президенту предоставлено право назначения в них мировых судей.
«Закон о судоустройстве 1801 года» (англ. Judiciary Act of 1801) вносил в ранее действовавший «Закон о судоустройстве 1789 года» (англ. Judiciary Act of 1789) следующие изменения:
- Увеличил на десять число судебных округов
- Увеличил с 3 до 6 число апелляционных округов
- Увеличил число судей в апелляционных судах
- Дал Президенту право назначать федеральных (англ. Federal judges) и мировых судей
- Уменьшил число судей Верховного суда с 6 до 5.

3 марта, за день до окончания президентского срока, Адамс назначил 42 мировых судей из числа федералистов в созданные законом о суде 1801 года суды и нового Главного судью, должность которого занял Дж. Маршалл. Среди назначенных им судей был Уильям Мэрбэри (англ. William Marbury), богатый землевладелец из Мерилэнда. Будучи убеждённым федералистом, Мэрбэри активно участвовал в политической жизни родного штата и был сторонником Адамса. Мэрбэри получил назначение в мировой суд округа Колумбия на пять лет. В компетенцию мирового суда входило рассмотрение гражданских споров, предмет которых не превышал 20 долларов в цене.
4 марта назначения были одобрены сенатом в массовом порядке. Для окончательного утверждения в должности судей должны были быть оформлены патенты, обязанность по оформлению и рассылке патентов возлагалась на Джона Маршалла, несмотря на то, что к этому моменту он был назначен Верховным судьёй.
Маршалл разослал все патенты, кроме четырёх, к концу срока президента Адамса. Он не сомневался, что остальные патенты выпустит его преемник и ошибся. Вскоре после принесения присяги президент Джефферсон дал указание Леви Линкольну (по другим данным - государственному секретарю Дж. Мэдисону), временно исполнявшему обязанности государственного секретаря, задержать оставшиеся патенты. Джефферсон полагал, что они не имеют юридической силы ввиду очевидной политической пристрастности.
Новый республиканско-демократический Конгресс принял новый закон о суде, отменивший изменения, введённые законом о суде 1801 года (англ. Judiciary Act of 1801). Кроме того, он оставил только одну сессию Верховного суда вместо двух, отменил намеченные на июнь 1801 года слушания с целью оттянуть рассмотрение конституционности нового закона.
Одним из четырёх судей, патенты которых не были оформлены и направлены должным образом, являлся Уильям Мэрбэри, который обратился в Верховный суд США с требованием об издании приказа, обязывающего выдать ему патент на должность мирового судьи, обосновавший свои требования положениями статьи 13 Закона о судоустройстве 1789 года. Джон Маршалл оказался в деликатной ситуации: в случае удовлетворении требований явно прослеживалась его личная и политическая пристрастность, так как именно он выдавал патенты; с другой стороны, решение суда, отказывающее в удовлетворении требований, было бы уязвимо по отношению к закону. Джон Маршалл нашёл выход в том, что обнаружил противоречие норм Акта о судоустройстве нормам раздела 2 и 3 Конституции США, не предусматривающей рассмотрения им дел в качестве суда первой инстанции по требованиям, с которыми обратился Мэрбэри, таким образом отказав в удовлетворении требований.

## Выдержки из применённых законов
По всем делам, касающимся послов, других официальных представителей и консулов, а также по делам, в которых штат является стороной, Верховный суд обладает первоначальной юрисдикцией. По всем другим упомянутым выше делам Верховный суд обладает апелляционной юрисдикцией по вопросам как права, так и факта с такими исключениями и в соответствии с теми правилами, которые установлены Конгрессом.— Конституция США, Статья III, Раздел 2, Пункт 2

Верховный суд также имеет юрисдикцию по апелляциям от окружных судов и судов штатов по делам, указанным далее в этом законе, и имеет право выдавать судебные предписания о запрете (англ. writ of prohibition) окружным судам… и судебные предписания должностным лицам… в адрес любых судов или занимающих государственные должности лиц, которые были назначены властью Соединённых штатов.— Закон о судоустройстве 1789 года, Статья 13
Существуют три пути по которым дело может попасть на рассмотрение в Верховный суд. Два из них связаны с апелляционной юрисдикцией Верховного суда. По ограниченному кругу вопросов Верховный суд является судом первой инстанции.
Мэрбэри, основываясь на том, что Закон о судоустройстве 1789 года сделал Верховный Суд первой инстанцией для удовлетворения ходатайств о выдаче предписаний должностному лицу (англ. writ of mandamus), обратился с ходатайством непосредственно в Верховный суд. Чтобы рассмотреть дело, Верховный суд должен быть судом первой инстанции. Поэтому, прежде чем принять дело к рассмотрению, суд должен был решить несколько вопросов:
1. Является ли статья III Конституции исключительным перечнем вопросов, по которым Верховный суд вправе выступать в качестве суда первой инстанции?
2. Если статья III Конституции является исключительным списком, но США несмотря на это, дополняет его, обладает ли юридической силой соответствующий закон Конгресса?
3. Кто вправе решать предыдущий вопрос?

Дав ответ на последний, третий, вопрос, Верховный суд определил суть и границы судебного надзора.

## Решение
24 февраля 1803 года Верховный суд вынес единогласный (4-0) вердикт о том, что хотя Мэрбэри имеет право занимать должность судьи, Верховный суд не имеет полномочий, чтобы заставить госсекретаря Мэдисона подтвердить его назначение на должность.
Решение было составлено Председателем суда Джоном Маршаллом и рассматривало три главных вопроса:
- Имеет ли Мэрбэри законное право на патент, о получении которого заявляет?
- Существуют ли в законодательстве меры судебной защиты (англ. legal remedy), которыми мог бы воспользоваться Мэрбэри?
- Будет ли выдача судебного приказа Мэрбэри как мера судебной защиты являться правильной мерой защиты нарушенного права?[7][18]

Маршалл сразу ответил положительно на первые два вопроса, отметив, что отказ выдать документ о назначении на должность является попранием законного права Мэрбэри: «О правительстве Соединённых Штатов часто с уважением отзываются как о власти законов, а не людей. Право на эту высокую характеристику будет несомненно утрачено, если выяснится, что судебная система не предоставляет защиты от попрания закреплённых законом прав.» Таким образом, один из ключевых принципов, на которых построено это дело — на каждое нарушение законного права должна быть предусмотрена мера судебной защиты. Маршалл далее описывает два ключевых вида решений исполнительной власти: политические, по которым у государственного служащего есть свобода манёвра, и административные, когда служащий по закону обязан произвести некие действия. Маршалл заключает, что выдача Мэрбэри документа о назначении является чисто административной функцией, требуемой законом, и значит закон предоставляет ему способы судебной защиты (от неисполнения этой функции).
При анализе второго вопроса Маршалл обратился к цитированию «Комментариев к законам Англии» Уильяма Блэкстона, утверждавшего:

это общее и бесспорное правило, что там, где есть законное право, существует также юридическое средство защиты судебным иском или ходатайством всякий раз, когда в это право вторгаются— 
Федеральный суд имеет право рассматривать не только дела в своей собственной юрисдикции, но также и в юрисдикции низших судов при рассмотрении апелляций. Если же суд не имеет полномочий для рассмотрения иска, он не должен выносить решение — соответственно перед рассмотрением дела по существу федеральный суд должен определить подсудность. Однако судья Маршалл в данном решении никак не аргументировал подсудность иска и сразу перешёл к рассмотрению вопросов. Согласно принятому правилу «обхода конституционности» (если закон допускает такую интерпретацию, которая не затрагивает конституционные вопросы, то необходимо принимать именно эту интерпретацию), суды поднимают конституционные вопросы только в случае необходимости. В данном же случае подсудность иска как раз являлась таким конституционным вопросом.
При рассмотрении третьего вопроса Маршалл разделил его на две части — будет ли судебное предписание правильной мерой для восстановления законного права Мэрбэри, и если да, должно ли это предписание быть выдано Верховным судом. Сразу отметив, что судебное предписание должностному лицу по определению является правильной судебной мерой, чтобы заставить государственного служащего Соединённых Штатов (в данном случае Государственного секретаря) выполнить требуемые от него действия (в данном случае - выдать назначение на должность), Маршалл посвятил основную часть второму вопросу: должно ли это предписание исходить от Верховного суда.
Проанализировав Закон о судоустройстве 1789 года, Маршалл пришёл к выводу, что он предоставляет именно Верховному суду право на выдачу предписаний должностным лицам. Затем он рассмотрел Статью III Конституции США, которая определяет юрисдикцию Верховного суда в качестве первой инстанции и апелляционной инстанции. Мэрбэри аргументировал свой иск тем, что Конституция определяет только основную юрисдикцию, которую Конгресс имеет право дополнять. Маршалл не принял этот аргумент и решил, что Конгресс не имеет полномочий для изменения юрисдикции Верховного суда в качестве первой инстанции. Соответственно, Маршалл пришёл к выводу, что Закон о судоустройстве 1789 года входит в противоречие с Конституцией.
Таким образом возник вопрос о том, что происходит в случае, когда законодательный акт Конгресса противоречит Конституции. Маршалл решил, что конфликтующие с Конституцией акты Конгресса не являются законами, и значит, суды обязаны следовать Конституции, таким образом подтвердив принцип судебного надзора над законодательными актами. В поддержку данной позиции Маршалл рассмотрел суть письменной кодифицированной Конституции — в ней не было бы никакого смысла, если бы суды могли её игнорировать. «Какой смысл имеет ограничение власти, и какой смысл эти ограничения принимать письменно, если бы их могли в любое время обходить все те, кого имелось в виду ограничить?» Сама суть судебной власти требует, чтобы данные ограничения рассматривались судом. В процессе рассмотрения дел суды должны решать, какие законы применимы в данном деле — следовательно, если законы противоречат друг другу, суд обязан выбрать, какой из них применить. Наконец, Маршалл привёл присягу судьи, которая требует от них соблюдать Конституцию, а также Статью VI, Раздел 2 Конституции («раздел о верховенстве»), которая ставит Конституцию на первом месте перед законами Соединённых Штатов.

Совершенно определённо, что в компетенцию и обязанности судебной власти входит разъяснение того, что такое закон. Те, кто применяет нормы к конкретным делам, обязательно должны разъяснять и истолковывать каждую норму. Если два закона противоречат друг другу, то суды должны решить вопрос о применении каждого из них.
Если закон противоречит конституции и в конкретном деле применяются и закон, и конституция, то суд должен решить, следует ли применять закон, игнорируя конституцию, либо следует применять конституцию, игнорируя закон. Суд должен установить, какая из находящихся в противоречии норм должна быть применена в конкретном деле. Такой подход составляет главную задачу судебной власти.
Если суды принимают во внимание конституцию, и конституция обладает верховенством по отношению к какому-либо акту законодательного органа, то конституция (а не обычный акт) должна применяться в деле, к которому применимы оба акта — и конституция, и обычный акт.
Те, кто оспаривает принцип, по которому конституция должна рассматриваться в суде как высший закон, должны признать, что суды должны закрывать глаза на конституцию и видеть только закон.

Такая доктрина подрывает сами основы всех писаных конституций.— 
Исходя из этих аргументов, суд отказал Мэрбэри в иске и в вынесении судебного предписания должностному лицу, поскольку «Статья 13 Закона о судоустройстве 1789 года, принятого Конгрессом в 1789 году, которая давала Суду полномочия на вынесение таких судебных предписаний, является неконституционной и значит, не имеющей законной силы».

## Комментарии
1. ↑  Иногда «Marbury v. Madison» переводят как «Марбэри против Мэдисона», или «Марбюри против Мэдисона» (Шаварин, 2010, с. 206)